# Béton lunaire
Le béton lunaire (aussi appelé Lunarcrete en anglais, mot-valise constitué de lunar, « lunaire », et concrete, « béton ») est un matériau de construction semblable au béton, formé à partir de régolithe lunaire. Dans un béton lunaire, le régolithe est utilisé sous forme d'agrégats. Le béton lunaire nécessite également un ciment, qui peut être obtenu à partir de roches lunaires riches en calcium, et de l'eau, éventuellement produite à partir d'oxygène et d'hydrogène. L'utilisation de béton lunaire pourrait permettre de réduire les coûts de construction sur la Lune.
La plupart des essais de production de béton lunaire ont reposé sur l'utilisation de simulant de régolithe lunaire, notamment ceux de la série des JSC-1A, mais quelques expérimentations ont été menées avec des échantillons réduits de régolithe ramené des missions Apollo.